# روبرت دبليو. هنت
روبرت دبليو. هنت (بالإنجليزية: Robert W. Hunt)‏ هو مهندس أمريكي، ولد في 9 ديسمبر 1838 في Fallsington, Pennsylvania ‏ في الولايات المتحدة، وتوفي في 11 يوليو 1923.